# ناحیه پنچ‌گر
ناحیهٔ پَنچ‌َگَر (به لاتین: Panchagarh District) یک ناحیه در بنگلادش است که در استان رنگ‌پور واقع شده‌است.

## خصوصیات
ناحیه پنج‌گر ۱٬۴۰۴٫۶۲ کیلومترمربع مساحت و ۹۸۷٬۶۴۴ نفر جمعیت دارد.